# Izimje
Izimje je vesnice v Chorvatsku v Záhřebské župě. Je součástí opčiny města Jastrebarsko, od něhož se nachází 3 km jihozápadně. V roce 2011 zde žilo 221 obyvatel.
Sousedními vesnicemi jsou Čeglje a Novaki Petrovinski.